# Đội tuyển bóng đá U-21 quốc gia Anh
Đội tuyển bóng đá U-21 quốc gia Anh, còn được gọi là U21 Anh (Under-21), Là đội tuyển cầu thủ trẻ của bóng đá Anh cho đội tuyển bóng đá quốc gia Anh.
Đội này dành cho các cầu thủ Anh ở độ tuổi từ 21 trở xuống lúc khởi đầu của hai năm chơi tại Giải vô địch bóng đá U-21 châu Âu, do đó, cầu thủ có thể và thường được chơi khi tuổi lên đến 23. Các đội khác bao gồm U-20 (đối với giải đấu không thuộc UEFA), U-19 và U-17. Miễn là họ có đủ điều kiện, người chơi có thể chơi ở bất kì cấp độ nào, chơi cho đội tuyển U21, thi đấu cho đội tuyển chính và quay lại thi đấu cho U21, Aaron Lennon, Micah Richards và Theo Walcott là những cầu thủ đã thực hiện điều đó gần đây. Các tuyển thủ cũng có thể chơi cho một quốc gia lúc còn trẻ và một quốc gia khác khi ở đội tuyển quốc gia (cầu thủ phải đủ điều kiện). VÍ dụ như Nigel Quashie, anh là một cựu cầu thủ của đội tuyển Scotland (2004-2006) và U21 Anh.
Các đội tuyển U-21 ra đời, sau khi các giải đấu cho thanh thiếu niên của UEFA được tổ chức, năm 1976. Một trận đấu giao hữu không bàn thắng với Wales ở Sân vận động Molineux của Wolves là trận đấu đầu tiên của U21 Anh.
U21 Anh không có sân nhà chính thức. Họ chơi trong các SVĐ trên toàn nước Anh. Kỷ lục khán giả tham gia nhiều nhất của U21 Anh đã được thiết lập vào ngày 24 tháng 3 năm 2007, khi U21 Anh thi đấu với U21 Ý trước 60.000 người tại sân vận động Wembley, cũng là một kỷ lục thế giới tại cấp độ U21. Trận đấu là một trong những yêu cầu hai sự kiện tổ chức tại sân vận động để đạt được sự an toàn trong thời gian cho việc mở đầy đủ khả năng của mình cho trận chung kết Cúp FA 2007 vào tháng 5.

## Thành tích
| Năm       | Thành tích               | Thứ hạng                 | Pld                      | W                        | D                        | L                        | GF                       | GA                       |
| --------- | ------------------------ | ------------------------ | ------------------------ | ------------------------ | ------------------------ | ------------------------ | ------------------------ | ------------------------ |
| 1978      | Bán kết                  | 4th                      | 4                        | 1                        | 2                        | 1                        | 4                        | 4                        |
| 1980      | Bán kết                  | 3rd                      | 4                        | 1                        | 1                        | 2                        | 4                        | 4                        |
| 1982      | Vô địch                  | 1st                      | 6                        | 3                        | 2                        | 1                        | 11                       | 8                        |
| 1984      | Vô địch                  | 1st                      | 6                        | 5                        | 0                        | 1                        | 13                       | 3                        |
| 1986      | Bán kết                  | 4th                      | 4                        | 1                        | 2                        | 1                        | 3                        | 4                        |
| 1988      | Bán kết                  | 3rd                      | 4                        | 2                        | 1                        | 1                        | 6                        | 6                        |
| 1990      | Không vượt qua vòng loại | Không vượt qua vòng loại | Không vượt qua vòng loại | Không vượt qua vòng loại | Không vượt qua vòng loại | Không vượt qua vòng loại | Không vượt qua vòng loại | Không vượt qua vòng loại |
| 1992      | Không vượt qua vòng loại | Không vượt qua vòng loại | Không vượt qua vòng loại | Không vượt qua vòng loại | Không vượt qua vòng loại | Không vượt qua vòng loại | Không vượt qua vòng loại | Không vượt qua vòng loại |
| 1994      | Không vượt qua vòng loại | Không vượt qua vòng loại | Không vượt qua vòng loại | Không vượt qua vòng loại | Không vượt qua vòng loại | Không vượt qua vòng loại | Không vượt qua vòng loại | Không vượt qua vòng loại |
| 1996      | Không vượt qua vòng loại | Không vượt qua vòng loại | Không vượt qua vòng loại | Không vượt qua vòng loại | Không vượt qua vòng loại | Không vượt qua vòng loại | Không vượt qua vòng loại | Không vượt qua vòng loại |
| 1998      | Không vượt qua vòng loại | Không vượt qua vòng loại | Không vượt qua vòng loại | Không vượt qua vòng loại | Không vượt qua vòng loại | Không vượt qua vòng loại | Không vượt qua vòng loại | Không vượt qua vòng loại |
| 2000      | Vòng bảng                | 5th                      | 3                        | 1                        | 0                        | 2                        | 6                        | 4                        |
| 2002      | Vòng bảng                | 7th                      | 3                        | 1                        | 0                        | 2                        | 4                        | 6                        |
| 2004      | Không vượt qua vòng loại | Không vượt qua vòng loại | Không vượt qua vòng loại | Không vượt qua vòng loại | Không vượt qua vòng loại | Không vượt qua vòng loại | Không vượt qua vòng loại | Không vượt qua vòng loại |
| 2006      | Không vượt qua vòng loại | Không vượt qua vòng loại | Không vượt qua vòng loại | Không vượt qua vòng loại | Không vượt qua vòng loại | Không vượt qua vòng loại | Không vượt qua vòng loại | Không vượt qua vòng loại |
| 2007      | Bán kết                  | 3rd                      | 4                        | 1                        | 3                        | 0                        | 5                        | 3                        |
| 2009      | Á quân                   | 2nd                      | 5                        | 2                        | 2                        | 1                        | 8                        | 9                        |
| 2011      | Vòng bảng                | 7th                      | 3                        | 0                        | 2                        | 1                        | 2                        | 3                        |
| 2013      | Vòng bảng                | 7th                      | 3                        | 0                        | 0                        | 3                        | 1                        | 5                        |
| 2015      | Vòng bảng                | 7th                      | 3                        | 1                        | 0                        | 2                        | 2                        | 4                        |
| 2017      | Bán kết                  | 3rd                      | 4                        | 2                        | 2                        | 0                        | 7                        | 3                        |
| 2019      | Vòng bảng                | 9th                      | 3                        | 0                        | 1                        | 2                        | 6                        | 9                        |
| 2021      | Vòng bảng                | 12th                     | 3                        | 1                        | 0                        | 2                        | 2                        | 4                        |
| 2023      | Vô địch                  | 1st                      | 6                        | 6                        | 0                        | 0                        | 11                       | 0                        |
| Tổng cộng | 3 lần vô địch            | 17/24                    | 68                       | 28                       | 18                       | 22                       | 95                       | 79                       |

## Huấn luyện viên

### Huấn luyện viên trưởng
| Nhiệm kỳ  | Huấn luyện viên trưởng/Người quản lý |
| --------- | ------------------------------------ |
| 1977–1990 | Dave Sexton                          |
| 1990–1993 | Lawrie McMenemy                      |
| 1994–1996 | Dave Sexton                          |
| 1996–1999 | Peter Taylor                         |
| 1999      | Peter Reid                           |
| 1999–2001 | Howard Wilkinson                     |
| 2001–2004 | David Platt                          |
| 2004–2007 | Peter Taylor                         |
| 2007-     | Stuart Pearce                        |

Ban đầu và huấn luyện viên thành công nhất là Dave Sexton, người đứng đầu U21s 1977-1990. Trong thời gian này ông kết hợp nhiệm vụ của mình với quản lý câu lạc bộ hàng đầu của chuyến bay Manchester United (1977-1981) và Coventry City (1981-1983). Sau khi Coventry ông đã được một vị trí trong FA như là kỹ thuật giám đốc đầu tiên của họ, tại Lilleshall. Ông đã bàn giao trách nhiệm cho U21 trợ lý huấn luyện viên đội tuyển Anh Graham Taylor của Lawrie McMenemy trong ba năm trước khi hồi phục soát 1994-1996.
Peter Taylor đã qua trong năm 1996, và mặc dù không bao giờ chiến thắng trong giải đấu, các đội của ông đã có một kỷ lục tuyệt vời. Ông đã được gỡ bỏ khỏi vị trí tranh cãi vào đầu năm 1999 tuy nhiên, và thay thế ban đầu của Peter Reid, người đã từ chức sau khi chỉ cần một trận đấu phụ trách để dành nhiều thời gian hơn cho công việc khác của mình như là người quản lý của Sunderland. Howard Wilkinson đã tiếp sau đó, nhưng chỉ có thể sản xuất mười bốn chiến thắng trong cạnh tranh các trận đấu và bỏ thuốc lá sau khi một năm và một nửa phụ trách. David Platt được phụ trách 2001-2004, nhưng đã có chút thành công trước khi quay trở lại của Taylor. Taylor còn lại trong tháng 1 năm 2007, như các quốc gia cấp cao quản lý Steve McClaren U21s muốn có một người quản lý toàn thời gian. Taylor, vào thời điểm đó được kết hợp nhiệm vụ của mình với vai trò của mình như là ông chủ của Crystal Palace.
Ngày 01 Tháng hai 2007, Manchester City, Stuart Pearce đã được bổ nhiệm làm huấn luyện viên trưởng trên một cơ sở bán thời gian cho đến sau giải vô địch châu Âu vào mùa hè năm 2007. Nigel Pearson, trợ lý của Newcastle United, đồng ý trở thành trợ lý của Pearce. Trận đấu đầu tiên của họ phụ trách là một trận hòa 2-2 với Tây Ban Nha ngày 06 tháng 2 năm 2007 tại Derby County's Pride Park Stadium.
Đối với trận gặp Italy Nigel Pearson đã chủ trì như Stuart Pearce đã cam kết câu lạc bộ. Steve Wigley hỗ trợ Pearson.
Pearce đã được miễn nhiệm như quản lý Manchester City ngày 14 Tháng Năm năm 2007, trước khi Giải vô địch châu Âu năm 2007, nhưng vào ngày 19 tháng 7 năm 2007 ông được toàn thời gian huấn luyện viên cho U21. Ông đã được gia hạn hợp đồng vào mùa hè năm 2009.

### Các nhân viên
| Trợ lý huấn luyện viên  | Steve Wigley    |
| Huấn luyện viên         | Brian Eastick   |
| Huấn luyện viên thủ môn | Martin Thomas   |
| Vật lý trị liệu         | Dave Galley     |
| Vật lý trị liệu         | Mike Healy      |
| Bác sĩ                  | Dr. Mark Waller |
| Người đàn ông đấm bóp   | Paul Small      |
| Nhà khoa học thể dục    | Gary Phillips   |
| Nhà phân tích Video     | Steve O'Brien   |
| Quản lý đồng phục       | Mark Simkin     |

## Các thành viên

### Xuất hiện hàng đầu
| Hạng | Cầu thủ          | CLB(s)                                      | Xuất hiện tại U-21 |
| ---- | ---------------- | ------------------------------------------- | ------------------ |
| 1    | James Milner     | Leeds United, Newcastle United, Aston Villa | 46                 |
| 2    | Tom Huddlestone  | Derby County, Tottenham Hotspur             | 33                 |
| =3   | Scott Carson     | Leeds United, Liverpool                     | 29                 |
| =3   | Steven Taylor    | Newcastle United                            | 29                 |
| =5   | Jamie Carragher  | Liverpool                                   | 27                 |
| =5   | Gareth Barry     | Aston Villa                                 | 27                 |
| =7   | David Prutton    | Nottingham Forest, Southampton              | 25                 |
| =7   | Fabrice Muamba   | Birmingham City, Bolton Wanderers           | 25                 |
| 9    | Jermaine Pennant | Arsenal                                     | 24                 |
| =10  | Jermain Defoe    | West Ham United                             | 23                 |
| =10  | Nigel Reo-Coker  | West Ham United, Aston Villa                | 23                 |

Lưu ý: Câu lạc bộ (s) đại diện cho các câu lạc bộ thường trực trong suốt thời gian của người chơi trong Under-21. Những cầu thủ in đậm vẫn còn hội đủ điều kiện để chơi cho đội tuyển vào lúc này.
Thống kê cho tới và bao gồm cả Anh gặp Litva, 17 Tháng Mười Một 2009.

### Cầu thủ ghi bàn hàng đầu
| Hạng | Cầu thủ         | CLB(s)                                      | Bàn thắng cho U-21 |
| ---- | --------------- | ------------------------------------------- | ------------------ |
| =1   | Alan Shearer    | Southampton                                 | 13                 |
| =1   | Francis Jeffers | Everton, Arsenal                            | 13                 |
| =3   | Frank Lampard   | West Ham United                             | 9                  |
| =3   | Darren Bent     | Ipswich Town, Charlton Athletic             | 9                  |
| =3   | James Milner    | Leeds United, Newcastle United, Aston Villa | 9                  |
| =6   | Mark Hateley    | Coventry City, Portsmouth                   | 8                  |
| =6   | Carl Cort       | Wimbledon                                   | 8                  |
| =8   | Mark Robins     | Manchester United                           | 7                  |
| =8   | Shola Ameobi    | Newcastle United                            | 7                  |
| =8   | Jermain Defoe   | West Ham United                             | 7                  |

Lưu ý: Câu lạc bộ (s) đại diện cho các câu lạc bộ thường trực trong suốt thời gian của người chơi trong Under-21. Những cầu thủ in đậm vẫn còn hội đủ điều kiện để chơi cho đội tuyển vào lúc này.
Thống kê cho tới và bao gồm cả Anh gặp Litva, 17 Tháng 11 năm 2009.

## Đội hình hiện tại
Cầu thủ sinh ra vào hoặc sau ngày 1 tháng 1 năm 1995 đủ điều kiện cho Giải vô địch bóng đá U-21 châu Âu.
Các cầu thủ sinh vào hoặc sau ngày 1 tháng 1 năm 1998 sẽ đủ điều kiện cho đến khi hoàn thành Giải vô địch U21 châu Âu năm 2021. [17]
Các cầu thủ sau đây đã có tên trong đội hình tham dự vòng loại Giải vô địch U21 châu Âu 2021 gặp Albania và trận giao hữu với Hà Lan, diễn ra lần lượt vào ngày 15 và 19 tháng 11 năm 2019. [18] [19]
Giới hạn và mục tiêu được cập nhật kể từ ngày 20 tháng 11 năm 2019. Tên in nghiêng biểu thị người chơi đã được giới hạn cho đội bóng chuyên nghiệp.

| Số | VT | Cầu thủ         | Ngày sinh (tuổi)  | Trận | Bàn | Câu lạc bộ                                          |
| -- | -- | --------------- | ----------------- | ---- | --- | --------------------------------------------------- |
|    | TM | Brandon Austin  | 7 tháng 1, 1999   | 0    | 0   | Tottenham Hotspur                                   |
| 22 | TM | Ellery Balcombe | 15 tháng 10, 1999 | 0    | 0   | Viborg (on loan from Brentford)                     |
| 1  | TM | Aaron Ramsdale  | 14 tháng 5, 1998  | 7    | 0   | Bournemouth                                         |
|    |    |                 |                   |      |     |                                                     |
| 2  | HV | Max Aarons      | 4 tháng 1, 2000   | 5    | 0   | Norwich City                                        |
| 14 | HV | Trevoh Chalobah | 5 tháng 7, 1999   | 3    | 0   | Huddersfield Town (on loan from Chelsea)            |
| 4  | HV | Ben Godfrey     | 15 tháng 1, 1998  | 3    | 0   | Norwich City                                        |
| 15 | HV | Marc Guehi      | 13 tháng 7, 2000  | 6    | 0   | Chelsea                                             |
| 12 | HV | Reece James     | 8 tháng 12, 1999  | 2    | 0   | Chelsea                                             |
| 18 | HV | James Justin    | 23 tháng 2, 1998  | 5    | 0   | Leicester City                                      |
| 3  | HV | Jonathan Panzo  | 25 tháng 8, 2000  | 3    | 0   | Cercle Brugge (on loan from Monaco)                 |
|    |    |                 |                   |      |     |                                                     |
| 6  | TV | Tom Davies      | 30 tháng 6, 1998  | 17   | 1   | Everton                                             |
| 17 | TV | Grady Diangana  | 19 tháng 4, 1998  | 1    | 0   | West Bromwich Albion (on loan from West Ham United) |
| 10 | TV | Phil Foden      | 28 tháng 5, 2000  | 15   | 4   | Manchester City                                     |
| 21 | TV | Conor Gallagher | 6 tháng 2, 2000   | 4    | 1   | Swansea City (on loan from Chelsea)                 |
| 20 | TV | Dwight McNeil   | 22 tháng 11, 1999 | 3    | 0   | Burnley                                             |
| 16 | TV | Oliver Skipp    | 16 tháng 9, 2000  | 3    | 0   | Tottenham Hotspur                                   |
| 8  | TV | Joe Willock     | 20 tháng 8, 1999  | 4    | 0   | Arsenal                                             |
|    |    |                 |                   |      |     |                                                     |
| 19 | TĐ | Rhian Brewster  | 1 tháng 4, 2000   | 6    | 0   | Swansea City (on loan from Liverpool)               |
| 23 | TĐ | Eberechi Eze    | 29 tháng 6, 1998  | 2    | 0   | Queens Park Rangers                                 |
| 9  | TĐ | Mason Greenwood | 1 tháng 10, 2001  | 4    | 1   | Manchester United                                   |
| 7  | TĐ | Reiss Nelson    | 10 tháng 12, 1999 | 10   | 5   | Arsenal                                             |
| 11 | TĐ | Ryan Sessegnon  | 18 tháng 5, 2000  | 12   | 0   | Tottenham Hotspur                                   |

### Triệu tập gần đây
| Vt | Cầu thủ            | Ngày sinh (tuổi)  | Số trận | Bt | Câu lạc bộ                                   | Lần cuối triệu tập                                  |
| -- | ------------------ | ----------------- | ------- | -- | -------------------------------------------- | --------------------------------------------------- |
| TM | Nathan Trott       | 21 tháng 11, 1998 | 0       | 0  | AFC Wimbledon (on loan from West Ham United) | v. Thổ Nhĩ Kỳ, Kosovo, 6–ngày 9 tháng 9 năm 2019    |
|    |                    |                   |         |    |                                              |                                                     |
| HV | Jay Dasilva        | 22 tháng 4, 1998  | 13      | 0  | Bristol City                                 | 2019 U-21 Euros, June 2019                          |
| HV | Lloyd Kelly        | 1 tháng 10, 1998  | 6       | 0  | Bournemouth                                  | v. Albania, Hà Lan 15–ngày 19 tháng 11 năm 2019 INJ |
| HV | Steven Sessegnon   | 18 tháng 5, 2000  | 3       | 0  | Fulham                                       | v. Slovenia, Áo, 11–ngày 15 tháng 10 năm 2019       |
| HV | Omar Richards      | 15 tháng 2, 1998  | 1       | 0  | Reading                                      | v. Slovenia, Áo, 11–ngày 15 tháng 10 năm 2019       |
| HV | Ben Wilmot         | 4 tháng 11, 1999  | 1       | 0  | Swansea City (on loan from Watford)          | v. Slovenia, Áo, 11–ngày 15 tháng 10 năm 2019       |
|    |                    |                   |         |    |                                              |                                                     |
| TV | Todd Cantwell      | 27 tháng 2, 1998  | 1       | 0  | Norwich City                                 | v. Slovenia, Áo, 11–ngày 15 tháng 10 năm 2019 INJ   |
| TV | Morgan Gibbs-White | 27 tháng 1, 2000  | 3       | 0  | Wolverhampton Wanderers                      | v. Slovenia, Áo, 11–ngày 15 tháng 10 năm 2019 INJ   |
| TV | Mason Mount        | 10 tháng 1, 1999  | 4       | 1  | Chelsea                                      | 2019 U-21 Euros, June 2019                          |
|    |                    |                   |         |    |                                              |                                                     |
| TĐ | Callum Hudson-Odoi | 7 tháng 11, 2000  | 2       | 2  | Chelsea                                      | v. Slovenia, Áo, 11–ngày 15 tháng 10 năm 2019       |
| TĐ | Sam Surridge       | 28 tháng 7, 1998  | 2       | 1  | Swansea City (on loan from Bournemouth)      | v. Albania, Hà Lan 15–ngày 19 tháng 11 năm 2019 INJ |
| TĐ | Eddie Nketiah      | 30 tháng 5, 1999  | 8       | 8  | Leeds United (on loan from Arsenal)          | v. Slovenia, Áo, 11–ngày 15 tháng 10 năm 2019       |

INJ Player withdrew from the squad before any games had been played.